# Canton de Saint-Étienne-Nord-Ouest-1
Le canton de Saint-Étienne-Nord-Ouest-1 est une ancienne division administrative française située dans le département de la Loire et la région Rhône-Alpes.

## Représentation

### Conseillers généraux de l'ancien canton deSaint-Étienne-Ouest (1833-1861)
| Période | Période      | Identité               | Étiquette                | Qualité                                                       |
| ------- | ------------ | ---------------------- | ------------------------ | ------------------------------------------------------------- |
| 1833    | 1845         | Étienne Peyret-Lallier | Majorité gouvernementale | Avocat, maire de Saint-Étienne (1831-1837) Député (1834-1837) |
| 1845    | 1848         | Joseph Lanyer          | Centre                   | Conseiller d'État Député (1837-1848)                          |
| 1848    | 1852         | M. Martin              |                          | Notaire                                                       |
| 1852    | 1854 (décès) | Marc-Antoine Quantin   | Bonapartiste             | Notaire Maire de Saint-Étienne (1852-1854)                    |
| 1855    | 1861         | Christophe Faure-Belon | Bonapartiste             | Négociant Maire de Saint-Étienne (1855-1865)                  |

### Conseillers d'arrondissement de Saint-Etienne-Ouest (de 1833 à 1861)
| Période                                  | Période | Identité                              | Étiquette | Qualité |
| ---------------------------------------- | ------- | ------------------------------------- | --------- | --- |
| 1833                                     | 1848    | Joseph Tézenas du Montcel (1785-1863) |           | Négociant, fabricant de rubans, Président du Tribunal de commerce de Saint-Étienne                          |
| 1940                                     |         |                                       |           | Les conseils d'arrondissement ont été suspendus par la loi du 12 octobre 1940 et n'ont jamais été réactivés |
| Les données manquantes sont à compléter. |         |                                       |           | |

### Conseillers généraux de l'ancien canton deSaint-Étienne-Nord-Ouest (1861 à 1973)
| Période           | Période      | Identité                         | Étiquette                         | Qualité |
| ----------------- | ------------ | -------------------------------- | --------------------------------- | --- |
| 1861              | 1870         | Philippe-Régis Philip-Thiollière |                                   | Négociant, maire de Saint-Genest |
| 1870              | 1871         | M. Chillet                       |                                   | Adjoint au maire de Saint-Étienne |
| 1871              | 1887 (décès) | Victor Duchamp                   | Républicain Socialiste            | Notaire puis imprimeur, puis avocat Maire de Saint-Priest-en-Jarez (1876) Maire de Saint-Étienne (1881-1884)                                                                        |
| 1887              | 1898 (décès) | Paul-Emile Girodet               | Socialiste                        | Maire de Saint-Étienne (1888-1892) |
| 1898              | 1913         | Edmond Charpentier               | Socialiste                        | Avocat Député (1893-1898 et 1902-1910) Conseiller municipal de Saint-Étienne |
| 1913              | 1919         | Blaise Neyret                    | Entente républicaine démocratique | Négociant droguiste Adjoint au Maire de Saint-Étienne Député (1914-1924) |
| 1919              | 1931         | Louis Soulié                     | PRS                               | Journaliste Sénateur (1920-1933) Maire de Saint-Étienne (1919-1930) |
| 1931              | 1940         | Joseph Beynet                    | URD                               | Négociant à Saint-Étienne Président de la Légion française des combattants Membre de la Commission administrative départementale (1941-1943) Nommé conseiller départemental en 1943 |
|                   |              |                                  |                                   | |
| 1945              | 1951         | Edouard Rey (1896-1964)          | UDSR                              | Industriel à Saint-Étienne |
| 1951              | 1963 (décès) | Maurice Peuvergne (1897-1963)    | RI                                | Avocat au barreau de Saint-Étienne, bâtonnier de l'ordre Conseiller municipal de Saint-Étienne                                                                                      |
| 1964              | 1966 (décès) | Claude Mounier                   | MRP                               | Employé |
| 11 septembre 1966 | 1973         | Louis Richard                    | SE                                | Maire de Saint-Genest-Lerpt Elu en 1973 dans le Canton de Saint-Étienne-Nord-Ouest-2                                                                                                |

### Conseillers d'arrondissement du canton de Saint-Etienne-Nord-Ouest (de 1861 à 1940)
| Période                                  | Période               | Identité                       | Étiquette          | Qualité |
| ---------------------------------------- | --------------------- | ------------------------------ | ------------------ | --- |
| 1870                                     | 1871                  | M. Meunier                     |                    | |
| 1871                                     | 1877                  | Antoine Auguste Biot           |                    | Fabricant de produits chimiques                                                                             |
| 1877                                     | 14 avril 1882 (décès) | Jean-Marie Boudarel            | Républicain        | Négociant à Saint-Étienne                                                                                   |
| 1882                                     | 1889                  | M. Madignier                   | Opportuniste       | |
| 1889                                     | 1904                  | Louis Simonnet                 | Socialiste         | Ouvrier mécanicien, Président du Conseil d'arrondissement                                                   |
| 1904                                     | 1922 (décès)          | Alexandre Vittone              | Bloc des Gauches   | Adjoint au maire de Saint-Étienne                                                                           |
| 1922                                     | 1934                  | Pierre Bastide                 | Cartel des gauches | |
| 1934                                     | 1940                  | Eugène Fontanilles (1877-1957) | PDP                | Médecin urologue                                                                                            |
| 1940                                     |                       |                                |                    | Les conseils d'arrondissement ont été suspendus par la loi du 12 octobre 1940 et n'ont jamais été réactivés |
| Les données manquantes sont à compléter. |                       |                                |                    | |

### Conseillers généraux du canton de Saint-Etienne-Nord-Ouest1 (1973 à 2015)
| Période | Période      | Identité                   | Étiquette | Qualité                                                                                     |
| ------- | ------------ | -------------------------- | --------- | ------------------------------------------------------------------------------------------- |
| 1973    | 1991 (décès) | Vital Merley (1920-1991)   | DVD       | Adjoint au Maire de Saint-Étienne (1965-1977)                                               |
| 1991    | 2007 (décès) | Hubert Pouquet (1943-2007) | DVD       | Médecin militaire retraité, maire de Villars (1977-2007) Vice-président du Conseil général  |
| 2007-   | 2015         | Paul Celle                 | DVD       | Directeur commercial Maire de Villars (2007-2018) Vice-Président de Saint-Étienne Métropole |

## Composition
- Le canton de Saint-Étienne Nord-ouest (de 1861 à 1973) se composait des bureaux suivants : Place Paul Bert, place Jacquard, place de Montaud, rue Benoît Malon, les Roches Blanches, rue Barra.

- Le canton de Saint-Étienne-Nord-Ouest-1 (de 1973 à 2015) se composait d’une fraction de la commune de Saint-Étienne et d'une autre commune[10]. Il comptait 22 596 habitants (population municipale) au 1er janvier 2012.

| Nom                       | Code Insee | Intercommunalité        | Population (dernière pop. légale)                |
| ------------------------- | ---------- | ----------------------- | ------------------------------------------------ |
| Saint-Étienne (chef-lieu) | 42218      | Saint-Étienne Métropole | Fraction : 14 709(2012) Commune : 170 761 (2014) |
| Villars                   | 42330      | Saint-Étienne Métropole | 8 054 (2014)                                     |

## Démographie
| 1962 | 1968 | 1975 | 1982 | 1990 | 1999 | 2009 |
| ---- | ---- | ---- | ---- | ---- | ---- | ---- |
| -    | -    | -    | -    | -    | -    | -    |